# Pseudagrion jedda
Pseudagrion jedda – gatunek ważki z rodziny łątkowatych (Coenagrionidae).